# Фарфор Сен-Клу

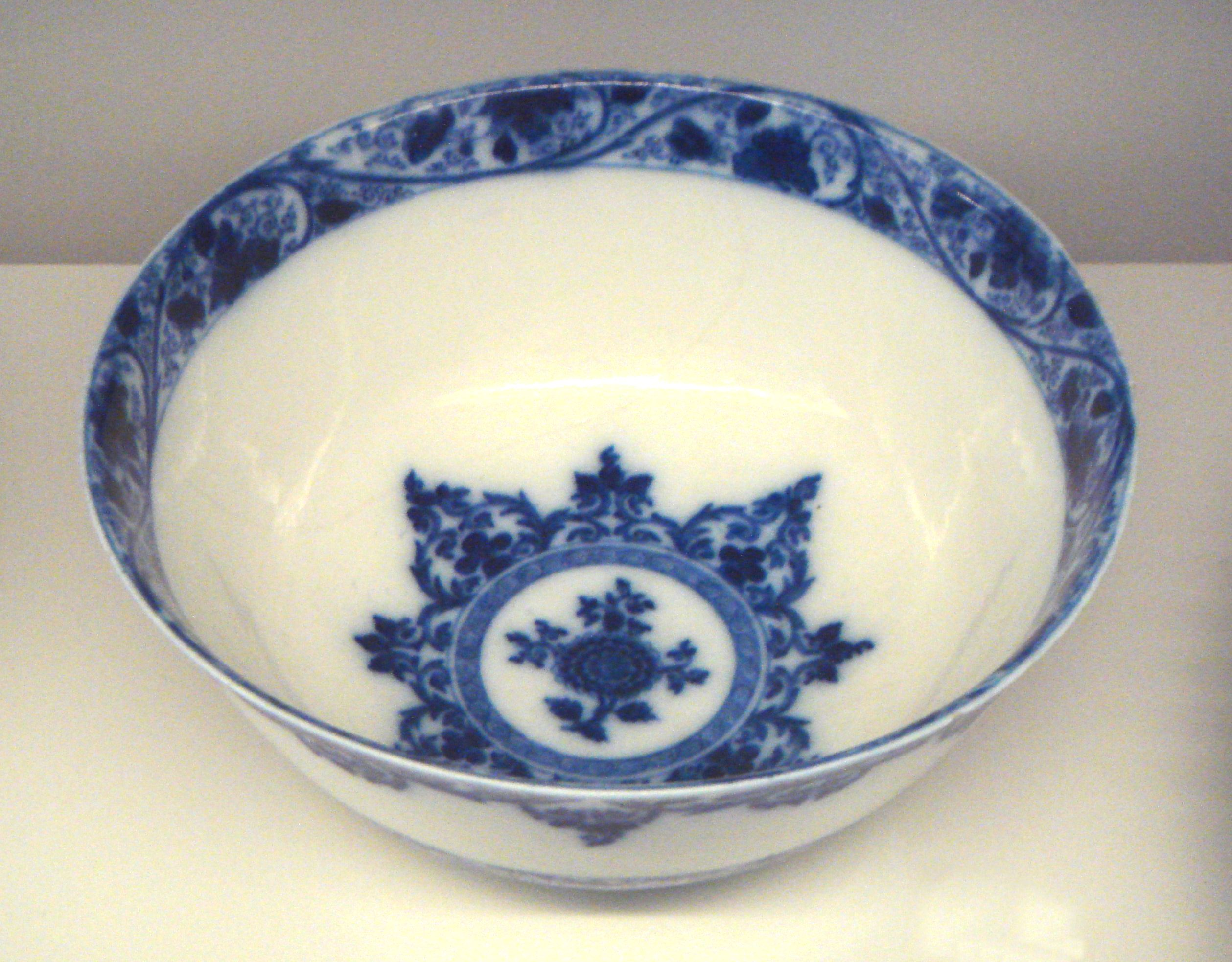
Чаша из мягкого фарфора с подглазурной росписью кобальтом. 1710

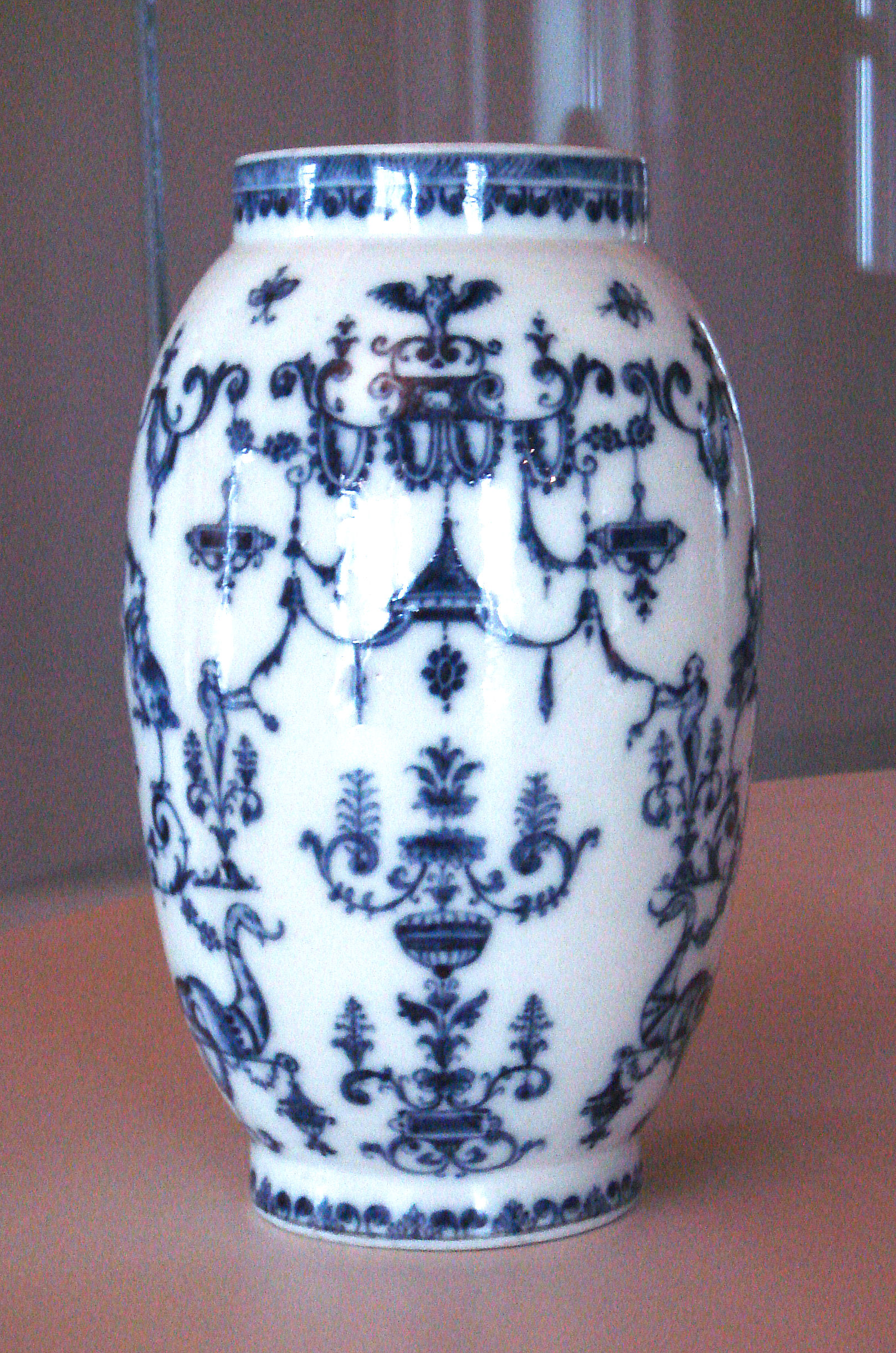
Ваза из мягкого фарфора с подглазурной росписью. 1695—1700

Фарфор Сен-Клу — марка французского мягкого фарфора, изготовлявшегося в городе Сен-Клу в 10 км к западу от Парижа с конца XVII до середины XVIII века.

## История
В 1702 году Филипп I, герцог Орлеанский, передал патент-письмо семье Пьера Шикано, который, как говорили, с 1693 года делает фарфор «идеальным, как китайцы». Мануфактура Шикано была первой в производстве фарфора в Европе, где издавно существовало множество попыток раскрыть секрет производства китайского фарфора.
Смесь из полевого шпата, соды, квасцов, песка и мела, которая после обжига была похожа, но всё же далека от белизны, прозрачности и звонкости настоящего фарфора. В Сен-Клу разработали особую разновидность так называемого мягкого «фриттового», или «французского», фарфора, по сути: известково-глинозёмное молочное стекло без содержания каолина. Такой заменитель твёрдого фарфора представляет собой слегка просвечивающую, мало пластичную массу розоватого либо голубовато-фиолетового или других оттенков, появляющихся после обжига. Такой же «фарфор» в начале своей деятельности вырабатывали мануфактуры в Меннеси, Венсене и Руане.

## Бело-голубой фарфор
Фарфор, производимый в Сен-Клу, появился под влиянием китайского бело-голубого фарфора поздней династии Мин и его мотивы были основаны на подражании изделиям Китая. Фарфор с подглагзурной росписью, окрашенный в голубой цвет — «один из самых ярких и декоративных видов фарфора, и немаловажная часть его очарования заключается в качестве самого материала. Он редко был чисто белого, но тёплого желтоватого цвета или цвета слоновой кости и один из лучших фарфоровых изделий своего периода, и что ни в коем случае не недостаток — хотя на самом деле он очень мягкий и гладкий, имеет текстуру, не похожую ни на что другое. Глазурь часто с мелкой атласной крапчатой поверхностью, которая помогает отличить её от блестящей глазури фарфора Меннеси (англ., середины XVIII века). Тяжеловатая форма предметов оберегает от неуклюжести благодаря тонкому чувству массы, которое проявляется в точно подобранной толщине и утончённом рисунке краёв».

## Полихромный фарфор
После 1730 года в Сен-Клу стали производить фарфор с полихромной росписью, также имитирующий китайские мотивы надглазурной росписи, включая так называемые «изделия розового» семейства. Кроме этого, мастера Сен-Клу имитировали изделия японского фарфора Арита стиля какиэмон с росписью, получившей на мануфактурах Западной Европы название «индианские цветы» (indianische Blumen).

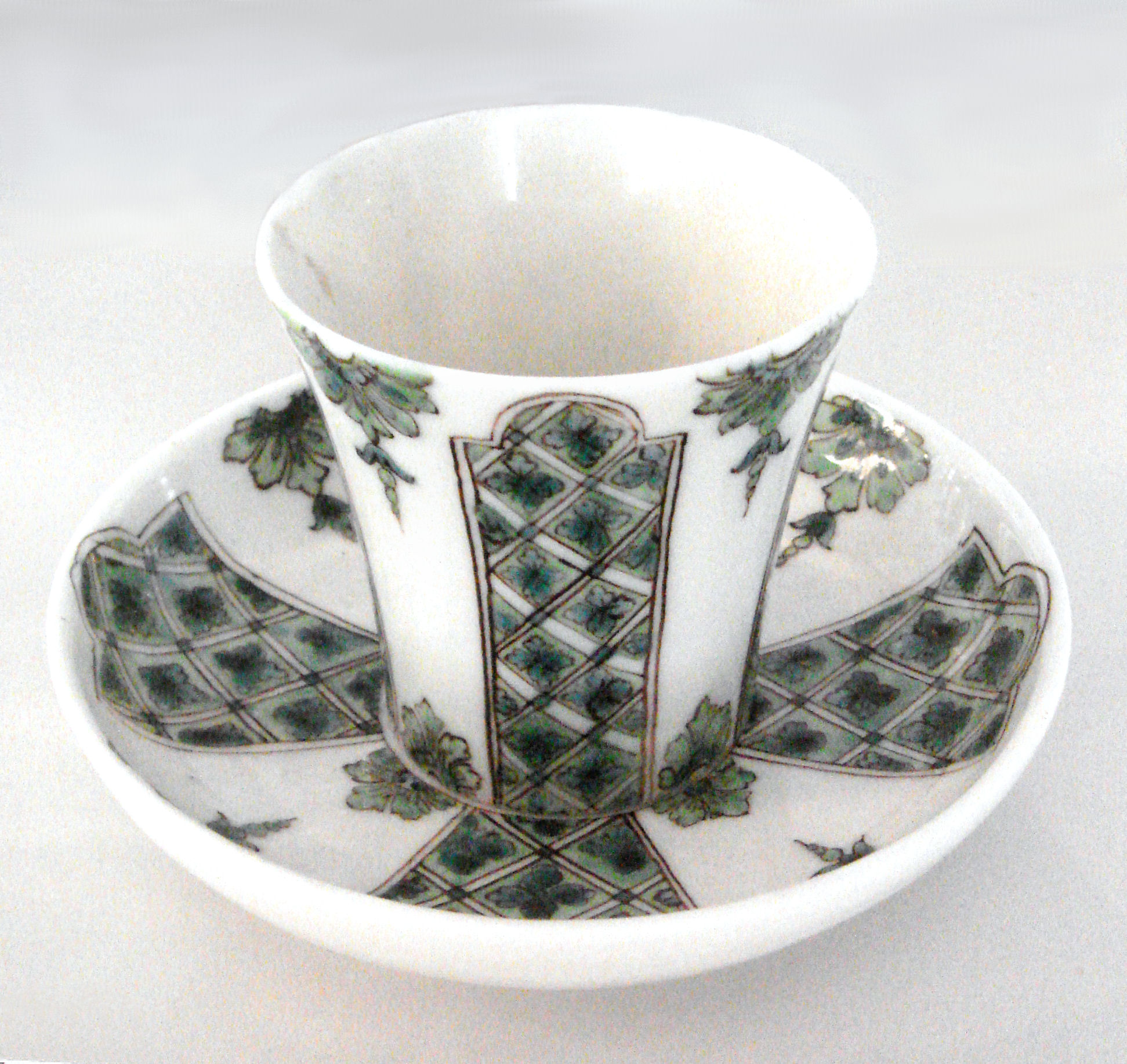
Чашка. 1700-1720
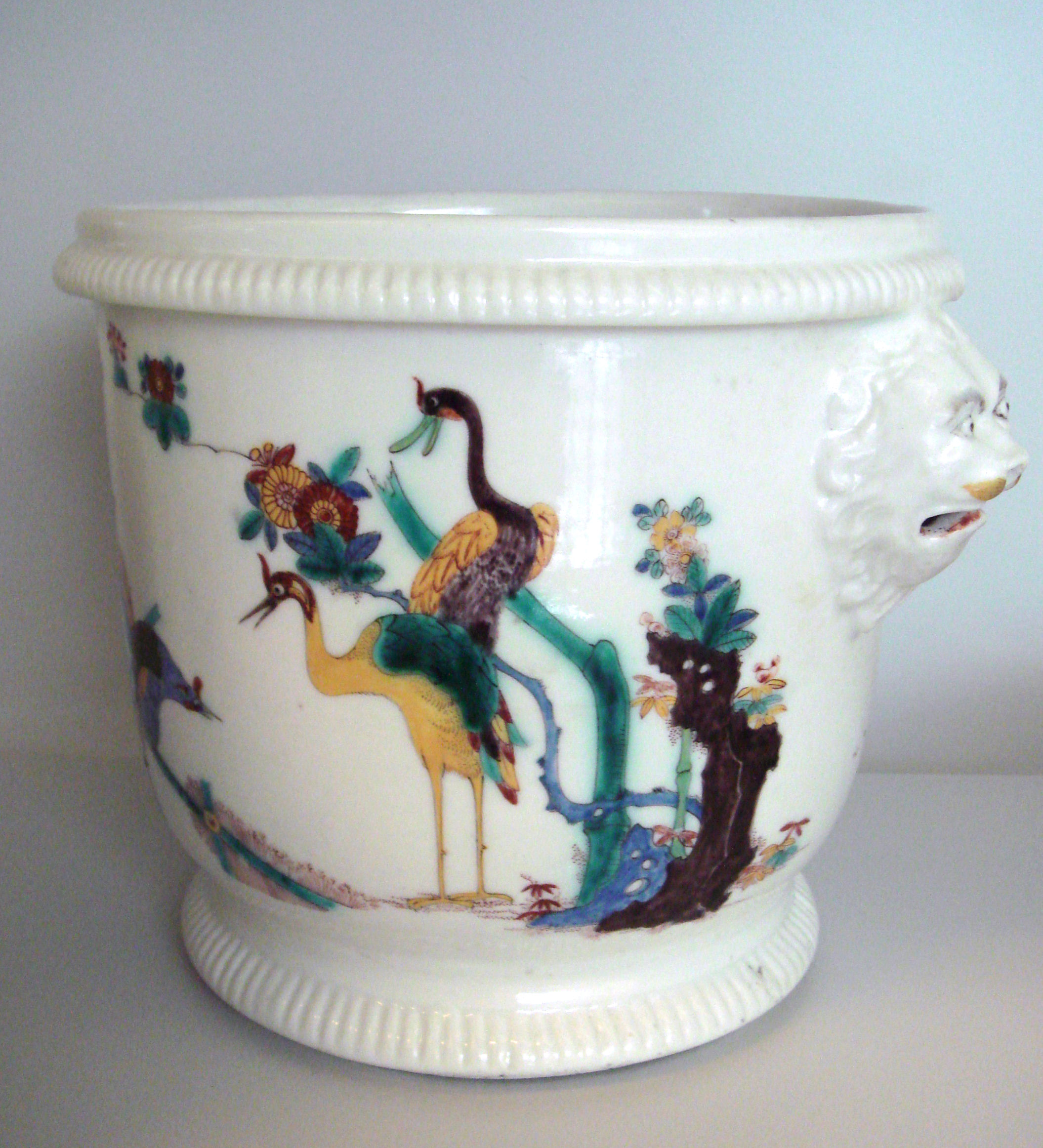
Кашпо из мягкого фарфора с росписью «шинуазри». 1720-1730
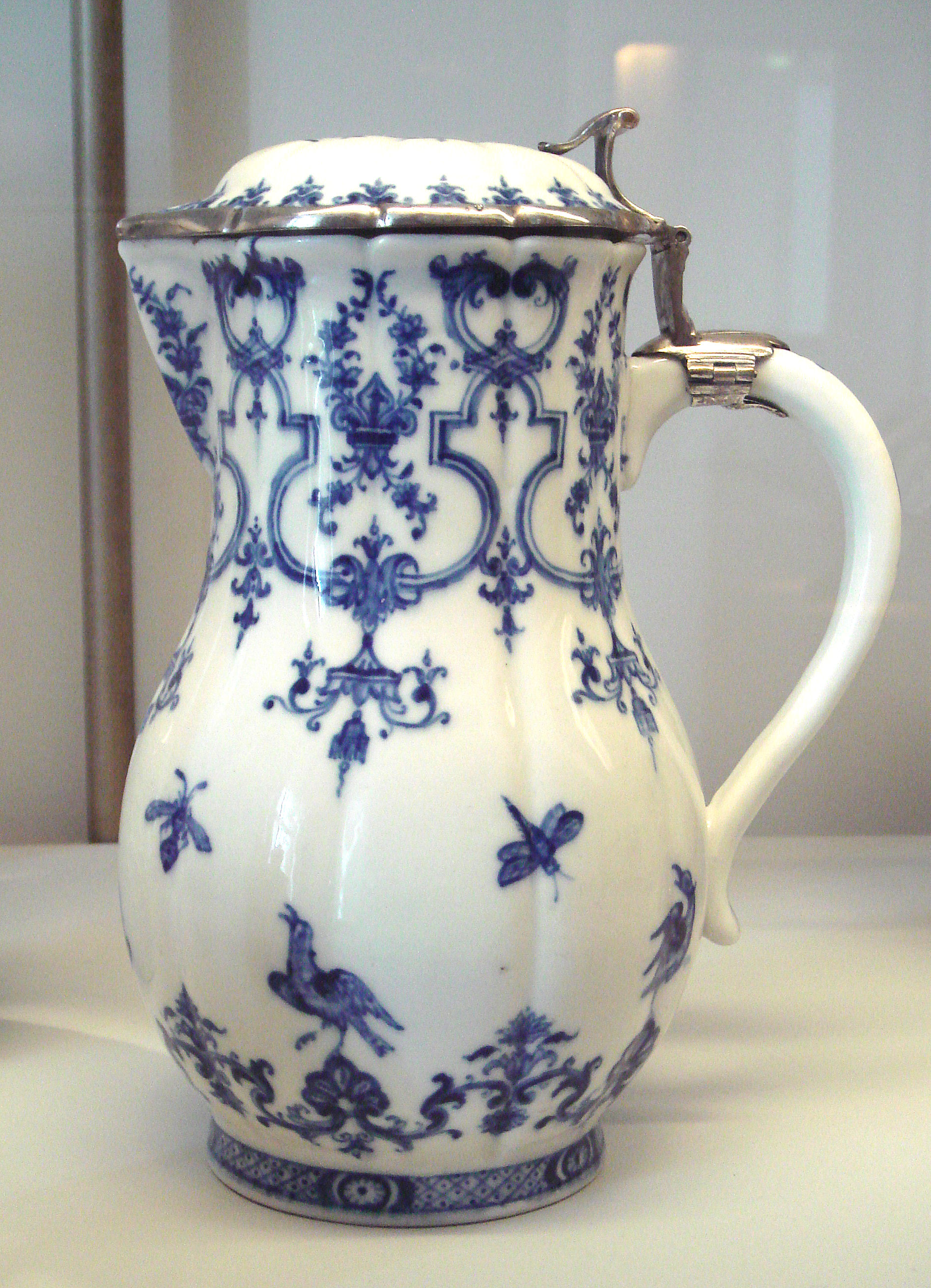
Кувшин с подглазурной росписью кобальтом. 1726-1732
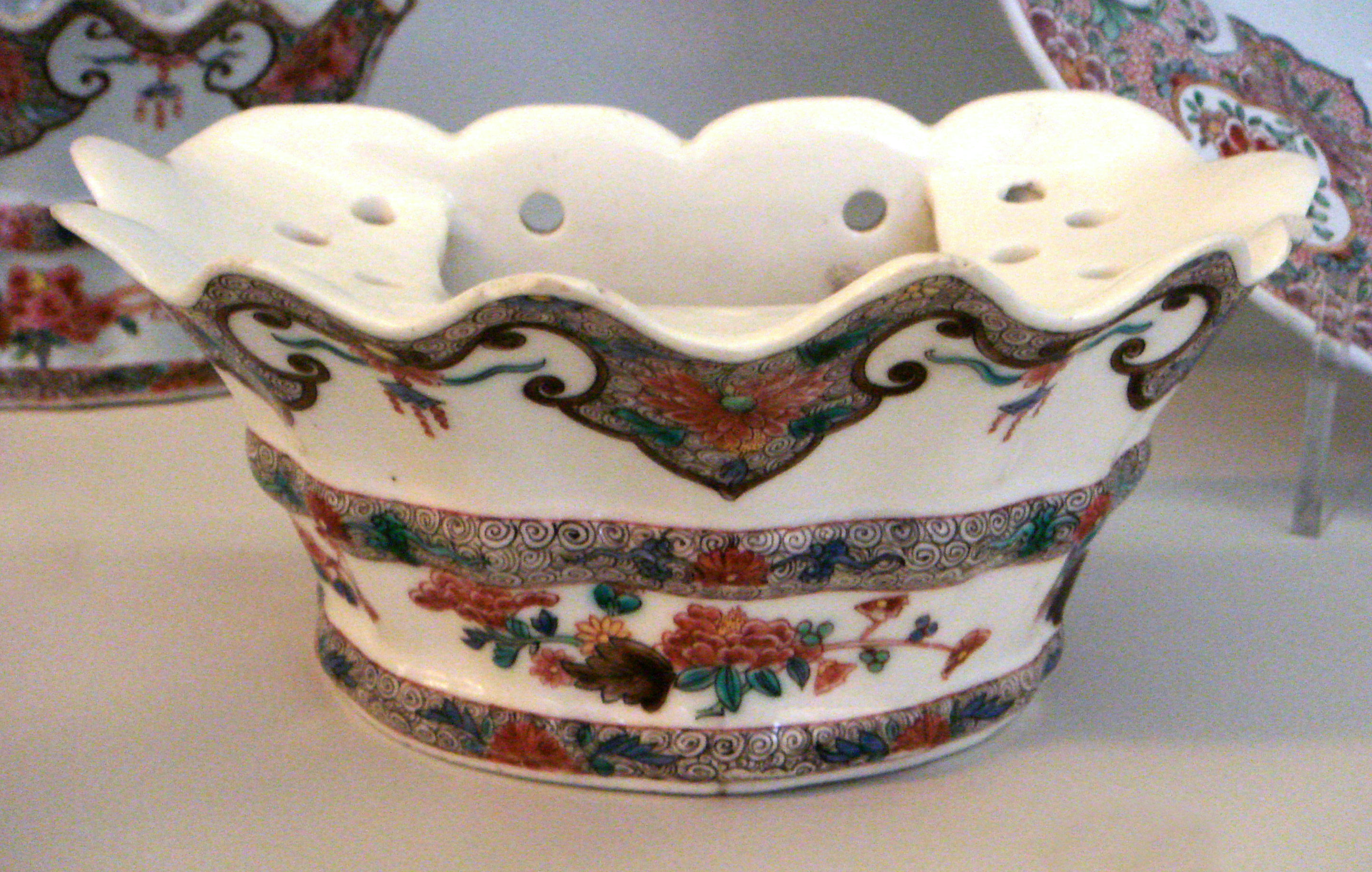
Кашпо с росписью в стиле «розового семейства». 1730-1740
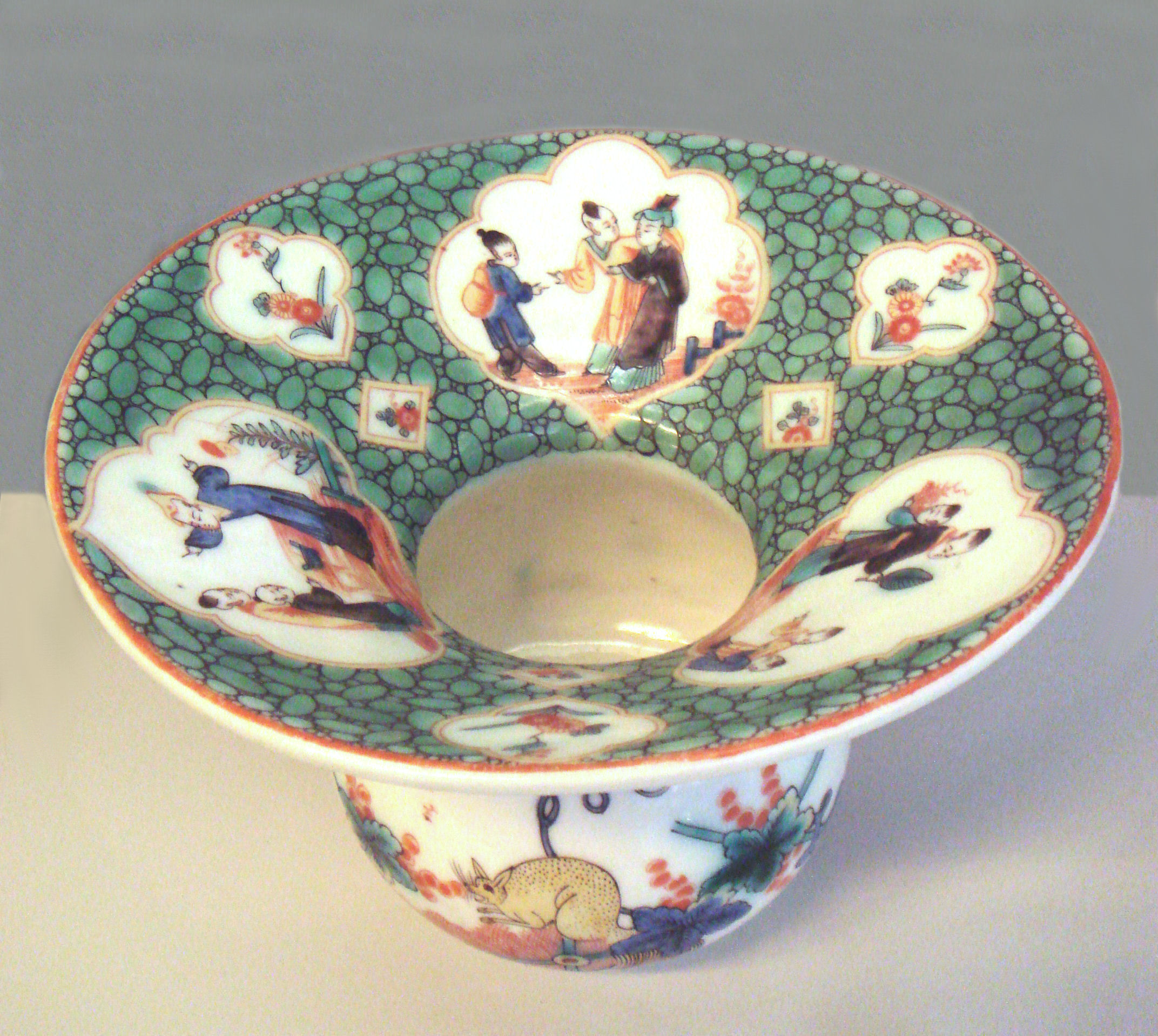
Кашпо с росписью с стиле «зелёного семейства». 1730-1740

## Поздний период
В более поздние годы мастера Сен-Клу использовали различные рисунки, которые были менее восточными по своему характеру. После 1752 года мануфактура в Венсене получила монополию на изделия с полихромной росписью, что сократило производство многоцветных изделий другими мануфактурами. Производство в Сен-Клу продолжалось до 1766 года, когда конкуренция со стороны фарфоровых предприятий в Шантийи и Венсенского фарфора разорила фабрику в Сен-Клу.

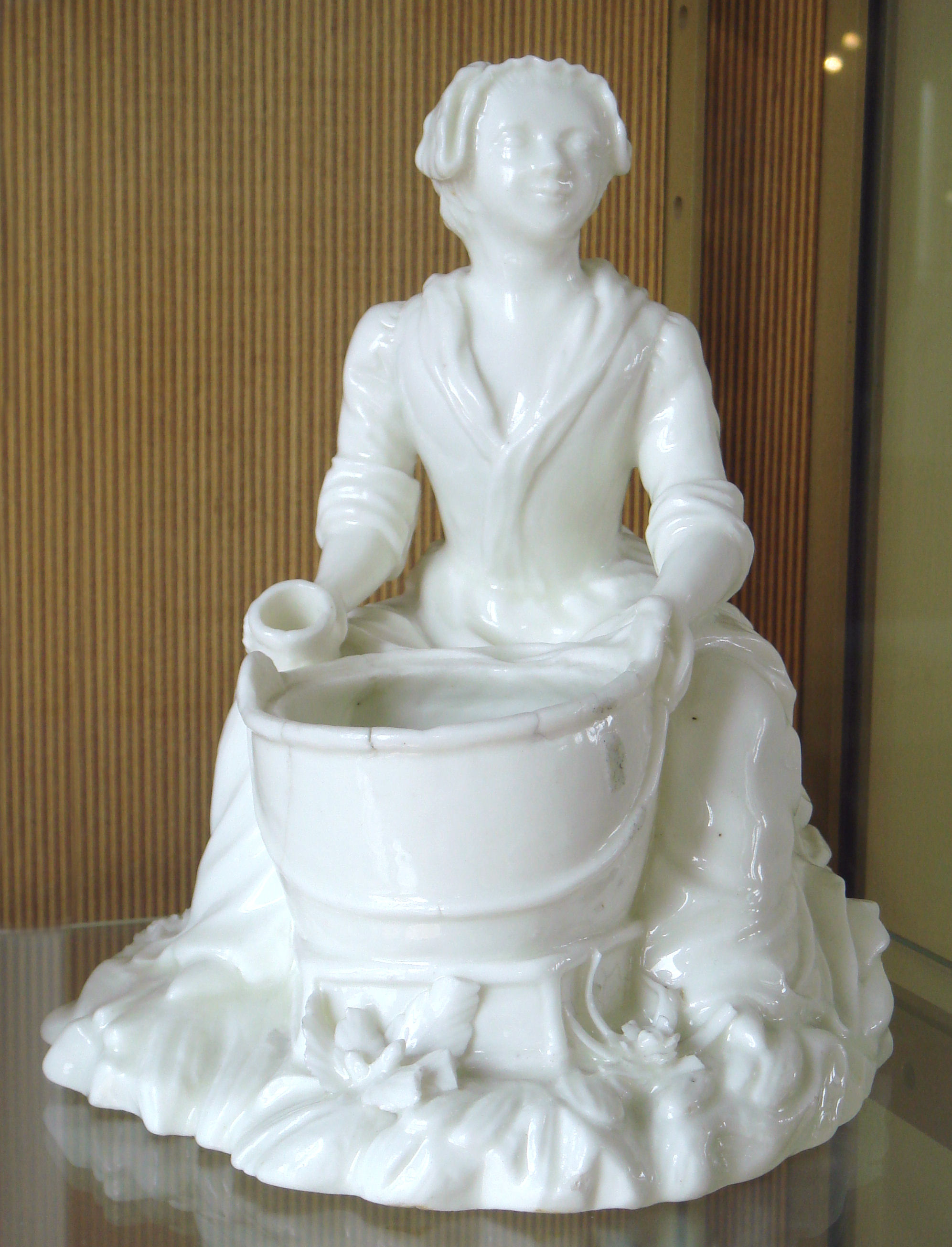
Фарфоровая фигура. 1720-1740
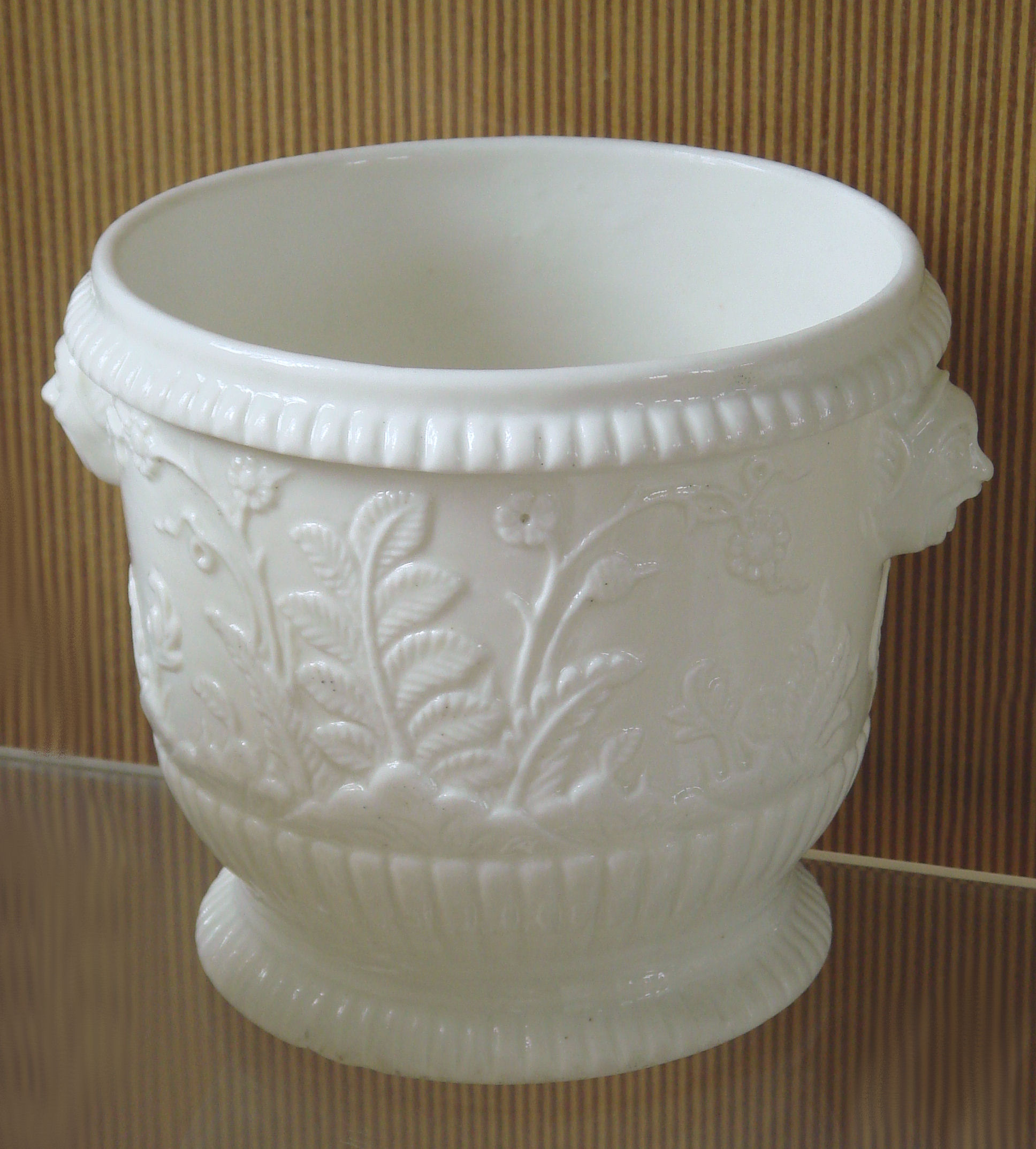
Кашпо из мягкого фарфора
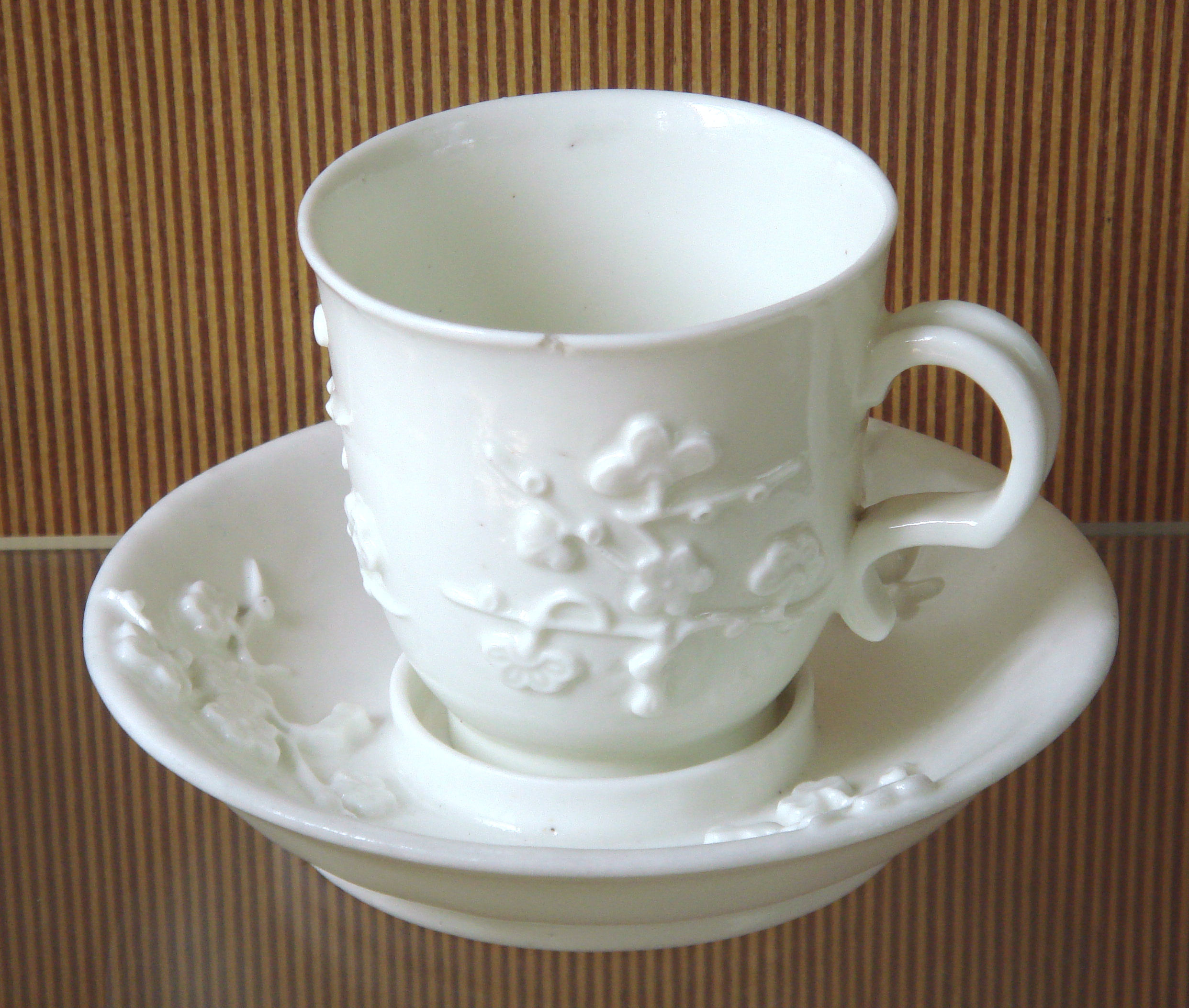
Чайная чашка из мягкого фарфора